# سویتوچ
سویتوچ (اوکراینی: Світоч) شرکت صنایع غذایی اوکراینی است، که در سال ۱۹۶۲ تأسیس شد.